# Mosquée Koca Mustafa Pacha
La mosquée Koca Mustafa Pacha (Koca Mustafa Paşa Camii ou Sünbül Efendi Camii, en turc) située à Istanbul, (Turquie) est une ancienne église orthodoxe dont l’histoire remonte au Ve siècle, transformée en mosquée par les Ottomans. L'église initiale et son monastère sont dédiés à saint André de Crète et portent le nom de Saint-André-du-Jugement (en grec : Μονὴ τοῦ Ἁγίου Άνδρέου ἐν τῇ Κρίσει). L'édifice subit d'importantes modifications architecturales au cours des siècles, particulièrement lors de sa transformation en mosquée ainsi qu'après le tremblement de terre de 1766. Elle est particulièrement célèbre en raison d'une chaine se trouvant encore de nos jours dans sa cour ayant le pouvoir miraculeux de décider lors de procès laquelle des deux parties disait la vérité.

## Situation
La mosquée se trouve dans le district de Fatih, dans le quartier de Koca Mustafapaşa, sur l'avenue Koca Mustafa Paşa (Koca Mustafa Paşa Caddesi, en turc) à Istanbul. Elle est située à l'intérieur des murs, à proximité de l'église Saint Jean de Stoudion, sur la septième colline de Constantinople, à proximité de la mer de Marmara.

## Histoire

### Période byzantine

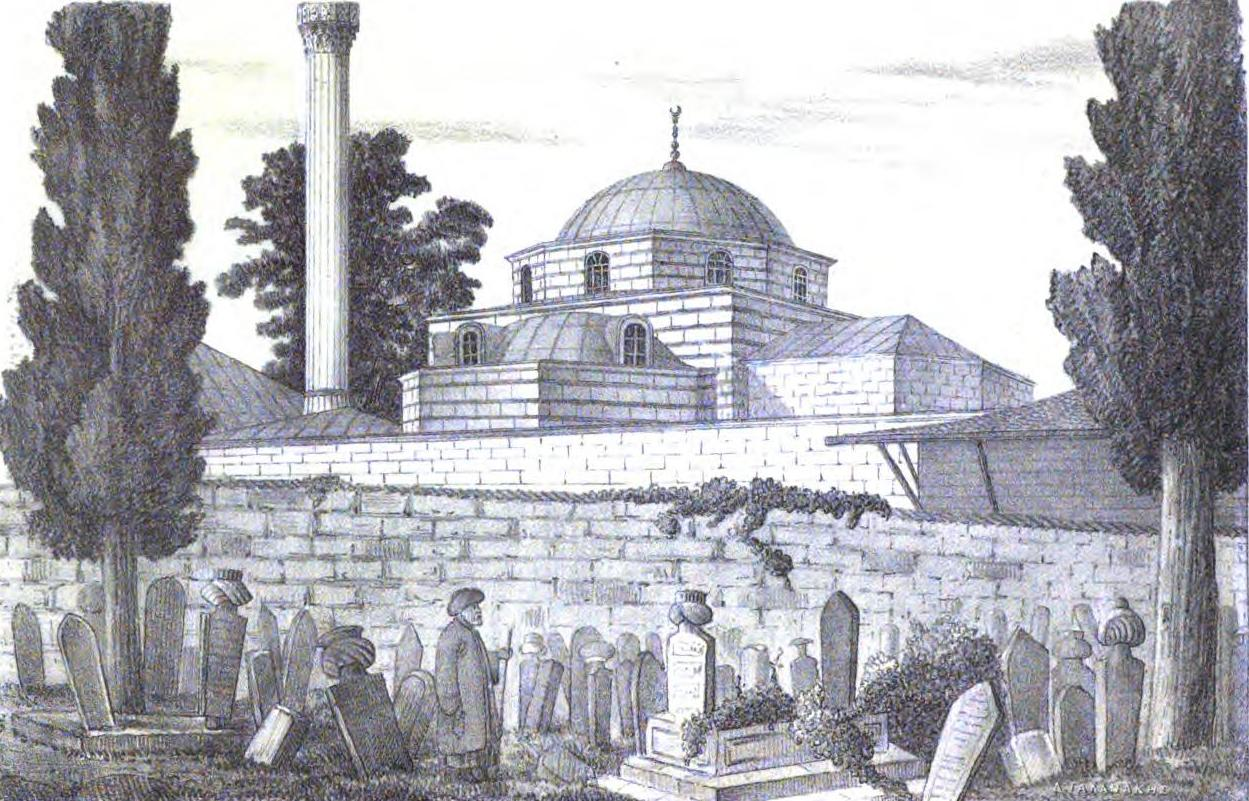
L’église de Saint-André de Crête transformée en mosquée selon un dessin de A.G. Paspates en 1877.

Au début du Ve siècle, la princesse Arcadia, sœur de l'empereur Théodose II, ordonne la construction du monastère dédié à l'apôtre saint André à proximité de la porte de Saturnius. L'édifice porte alors le nom de Rodophylion (Ροδοφύλιον, en grec). Il est transformé en couvent de femmes et est mentionné pour la première fois en 792. Le monastère de Saint-André est alors connu sous le nom de Du jugement d'après le nom du site Le Jugement (ή Κρίσις). Saint André de Crète meurt le 20 novembre 766 en martyr, victime de son engagement contre la politique iconoclaste de l'empereur Constantin V. Il est enterré en ce lieu. Après le triomphe de l'Orthodoxie, la dédicace du monastère, de saint André l'apôtre passe à Saint André de Crète. Pendant la seconde moitié du IXe siècle, l'empereur Basile Ier reconstruit intégralement l'église probablement endommagée par les guerres iconoclastes.
Vers 1284, la princesse Théodora Paléologue, nièce de l'empereur Michel VIII et épouse du protovestiaire Jean Raoul, reconstruit le monastère et l'église et se voit décerner le titre de seconde ktētorissa. Elle passe les quinze dernières années de sa vie au monastère et y est enterrée. Abandonné pendant l'occupation latine de Constantinople, le monastère est mentionné par des pèlerins russes en 1350, puis de 1425 à 1450 qui mentionnent l'église et affirment que saint André fait l'objet d'un culte de la part de gens victimes de maladies. Au début du XVe siècle, les environs du monastère sont recouverts de vignobles, ce qui témoigne du déclin de la cité.

### Période ottomane

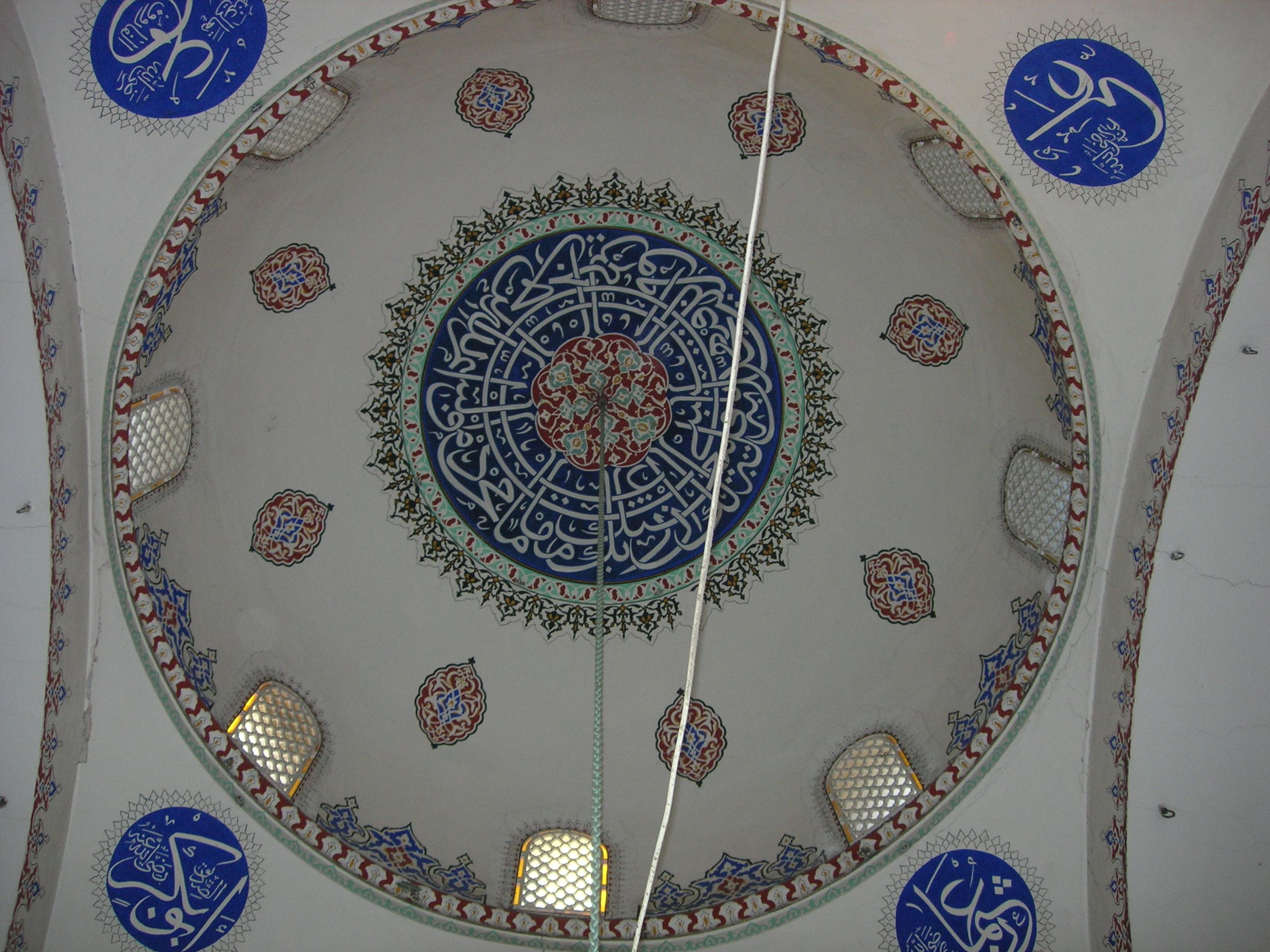
Vue intérieure de la coupole refaite à l’époque ottomane.

Après la prise de Constantinople par les Ottomans, le monastère que les Turcs nomment Kızlar Kilisesi, ou « l'église des femmes », continue à être occupé pendant quelque temps. Entre 1486 et 1491, le Kapıcıbaşı ou « chef des gardiens de la porte », Koca Mustafa Paşa transforme l'église en mosquée. Quelques années plus tard, son beau-fils Şeih Çelebi Efendi dote le monastère d'un tekke pour les derviches de l'ordre Halveti. Ces soufis sont alors dirigés par le maitre Sünbül Efendi. Son mausolée (turbe, en turc), lieu de pèlerinage musulman, est situé à proximité de la mosquée qui en vint à prendre son nom. Au début du XVIe siècle, une querelle éclate entre Şeih Çelebi Efendi et le sultan Selim Ier qui veut raser une partie du monastère pour réutiliser ses matériaux dans la construction du palais de Topkapı. Mort en 1520, Şeih Çelebi Efendi est enterré avec son épouse Safiye Hatun dans un mausolée situé dans la cour de la mosquée, à proximité du mausolée de Koca Mustafa Paşa. Plusieurs cheiks de la communauté soufie des Halvetis sont inhumés à l'arrière de la mosquée.

### La légende de la Chaine du Jugement

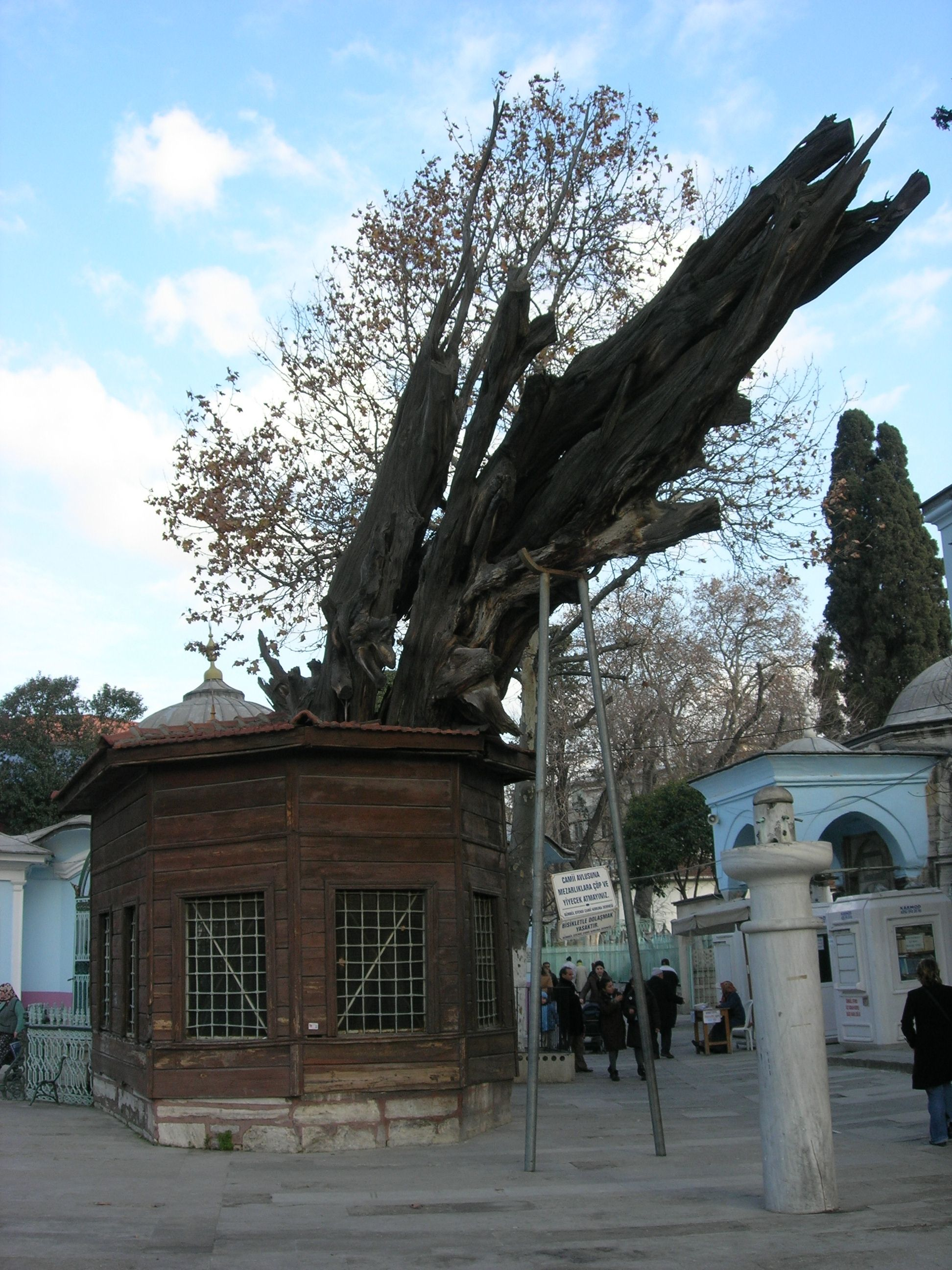
Le cyprès mort et la chaine « détecteur de mensonge » (cachée dans un abri en bois). La mosquée se trouve à droite tandis qu'à l'arrière-plan se trouve une fontaine décorée d'une fine colonnade. Derrière les arbres se trouve le dôme du mausolée (turbe) de Sünbül Efendi.

De cette période date une légende sur la présence d'une chaine accrochée à un cyprès, et qui expliquerait le surnom "du jugement" attribué à l'endroit. Cet arbre mort depuis longtemps, ainsi que la chaine qui lui est attachée, est entouré d’un petit bâtiment circulaire en bois dans la cour de la mosquée. On raconte que cette chaine, lancée lors de procès entre deux personnes aux avis différents, venait frapper celle qui disait la vérité. Elle tire son origine d'une légende selon laquelle, un Juif ayant emprunté de l'argent à un Turc fut cité à procès par ce dernier pour non-remboursement de dette. Les deux furent amenés devant la chaine, mais avant que celle-ci ne soit lancée, le Juif remit une canne au Turc lui disant de bien la tenir. Après que la chaine eut été lancée elle vint toucher le Juif au front, au grand désespoir du Turc qui était certain de son bon droit. Le Juif, après avoir repris sa canne rentra chez lui satisfait. En effet, la canne était creuse et contenait la somme due. La chaine ne s'était pas trompée en indiquant que l'argent se trouvait en possession du Turc, même si la justice avait été flouée. Cette légende n'est que l'une des nombreuses légendes entourant cette mosquée. Une autre légende relate l'histoire de deux sultans jumeaux aux racines byzantines, hérauts d'une fusion des cultures et croyances grecques et ottomanes.

## Architecture

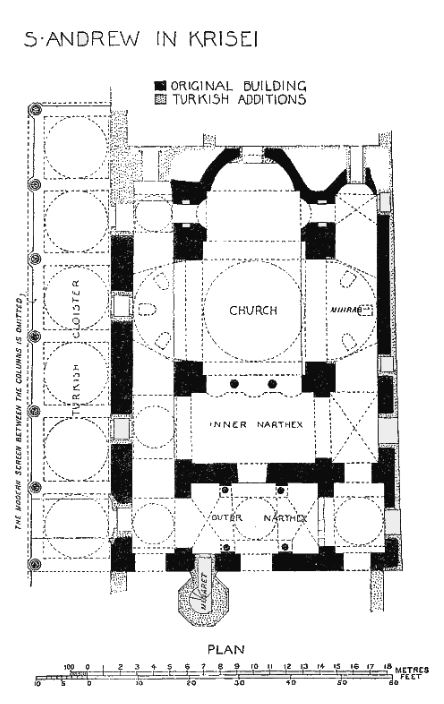
Plan de la mosquée d’après Van Millingen, Byzantine Churches of Constantinople (1912)

Il est difficile de retrouver le plan original de l’église en raison des modifications apportées lors de sa transformation en mosquée et des rénovations qui suivirent le tremblement de terre de 1765. Son axe va de l’est-nord-est vers l’ouest-sud-ouest. Au centre se trouve un *dôme flanqué de trois *absides à l’est, d’un *esonarthex et d’un *exonarthex à l’ouest. Sur trois de ses côtés, le *dôme central était entouré d’*arcs surmontés de *voutes en berceau. Lors de la transformation en mosquée, on transféra l’entrée sur le côté nord où les Ottomans construisirent une *arcade de style turc. Le *mihrab se trouve sur le côté sud, permettant aux fidèles de prier en direction de La Mecque. Du côté est, on a ajouté une salle dans laquelle se regroupent les femmes durant la prière; du côté ouest se trouve une autre salle où les *derviches du *tékké attenant à la mosquée tenaient leurs réunions. L’aile nord a également été structuralement modifiée et a été surmontée de *dômes de style turc.
Après le tremblement de terre de 1766, le *dôme central a été refait; circulaire à l’intérieur et octogonal à l’extérieur, il repose sur un *tambour percé de huit fenêtres. Sur les côtés nord et sud de ce *dôme central, deux demi-dômes furent ajoutés pendant la période ottomane. Tous deux sont percés de trois larges fenêtres, lesquelles de l’extérieur ressemblent à des lucarnes.
Tous les dômes reposent sur des *arcs. L’*arc de l’est supportant le *dôme central se prolonge en une *voute en berceau où était placé le *bêma flanqué par des niches qui conduisaient originellement au *prothesis et au *diakonikon. Seul existe encore le *diakonikon surmonté d’une *voute d’arêtes; son *abside est percée d’une porte qui conduit à la salle du tékké. L’*arc de l’ouest est rempli par une *arcade triple reposant sur deux colonnes de marbre couronnées de *chapiteaux cubiques.
Le *narthex intérieur est divisé en trois *baies. Celle du nord est couronnée par un *dôme ottoman. Celle du centre est surmontée d’une *voute en berceau alors que celle du sud est surmontée d’une *voute d’arêtes. Ces deux dernières sont d’origine byzantine.
Le *narthex extérieur est divisé en cinq *baies dont les trois du centre correspondent à celles du *narthex intérieur. La baie centrale est surmontée d’une *coupole en segment circulaire reposant sur des *pendentifs. Il est séparé du *narthex intérieur par des colonnes adossées à des *pilastres. Ces deux baies sont surmontées de *voutes en arêtes reposant sur des *chapiteaux ioniques qui ressemblent à ceux utilisés dans l’église des Saints-Serge-et-Bacchus. Les deux baies externes sont surmontées par des *coupoles en segment circulaire semblables à celui de la *baie centrale et sont séparées des autres par des *pilastres en forte saillie.
L’extérieur présente une apparence nettement ottomane. Il est fait de pierres de taille polies, sans tuiles, et est coiffé d’une *corniche moulurée en pierre. Au-dessus des *tambours des demi-dômes se trouvent également des *corniches moulurées de pierre. La base carrée du *tambour ainsi que le *dôme lui-même sont recouverts de pierres polies alternant avec des rangs de trois briques enchâssées dans un épais lit de mortier. Le *dôme est également couronné d’une niche faite de pierres alors que le toit est couvert de cuivre.
Le monastère byzantin qui se trouvait sur les lieux a complètement disparu à l’exception d’une citerne souterraine se trouvant au sud-est de la mosquée. Un splendide cadre de porte byzantin, datant possiblement du VIe siècle et appartenant à la *medersa a été transporté au Musée archéologique d’Istanbul.
En dépit de son importance architecturale et historique, cet édifice n’a jamais fait l’objet d’une étude en profondeur.

## Glossaire
- Abside[13] : Extrémité de la nef en forme de demi-cercle, voutée en forme de coquille.
- Arc : Courbe que décrit une voute ou la partie supérieure d’une baie.
- Arcade : Ici, baie libre sans fermeture formée d'un arc et de ses montants. Aussi : série d'arcs et piliers.
- Baie : Vide béant pratiqué dans un mur pour servir de porte ou de fenêtre.
- Bēma : Sanctuaire des églises grecques qui contient l’autel et le trône pontifical et qui est surélevé par rapport à la nef.
- Chapiteau : Pierre portant un ensemble de moulures ou d’ornements qui coiffe ou couronne le fût d’une colonne, d’un pilastre ou d’un pilier.
- Corniche : Membre saillant d’architecture qui sert à couronner le faite, le sommet d’un mur; on donne aussi ce nom à tout ornement en saillie composé de moulures, où qu’il se trouve.
- Coupole : Voûte hémisphérique, de profil semi-circulaire, elliptique ou polygonal, parfois exhaussée par un tambour. La calotte est la partie supérieure de la coupole. La toiture de cette voûte est un dôme.
- Derviche : Personne qui suit la voie ascétique soufie (la « Tarîqa », la voie ou méthode), requérant l'acceptation du dénuement comme voie de recherche spirituelle ainsi que le choix de vie d'une pauvreté et d'une austérité extrêmes, semblable aux moines des ordres mendiants chrétiens ou aux sādhus hindous, bouddhistes ou jaïns.
- Diakonikon : Absidiole latérale sud (à droite de l'iconostase) placée sous la surveillance d'un diacre où sont conservés les vases sacrés et les vêtements liturgiques dans les édifices religieux orthodoxes. Elle correspond à la sacristie chez les chrétiens d'occident. Avec le prothesis, il forme le pastoria.
- Dôme : Voir « coupole ».
- Esonarthex et Exonarthex : voir ci-après, « narthex ».
- Medersa : Université théologique musulmane.
- Mihrab : Niche architecturale qui indique la qibla, c'est-à-dire la direction de la kaaba à La Mecque vers où se tournent les musulmans pendant la prière.
- Narthex : Élément architectural typique des premières églises et basiliques chrétiennes, consistant en un lieu situé à l’ouest de la nef, opposé à l’autel principal et servant de vestibule. Il est souvent divisé dans les églises byzantines en deux parties distinctes : le narthex intérieur ou esonarthex et le narthex extérieur ou exonarthex précédant l'atrium. Dans les églises orthodoxes, ces deux parties du narthex avaient des fonctions liturgiques différentes.
- Pendentif : Espaces triangulaires ou triangulaires concaves placés dans les angles d’une tour carrée couronnée par un dôme.
- Pilastre : Chez les Romains, projection d’une colonne sur le nu d’un mur par une faible saillie. Au Moyen Âge, les architectes placeront parfois des pilastres comme simple décoration ou renfort d’un mur.
- Prothesis : Partie de l’église attenante au sanctuaire où sont disposés les objets qui serviront pendant le culte. Avec le diakonikon, elle forme le pastoria.
- Tambour : Ici, structure de maçonnerie cylindrique sur laquelle repose le dôme.
- Tékké  (aussi appelé “khanqah” ou “ribat”) : Édifice servant aux réunions des confréries soufies, servant pour les retraites spirituelles. Il pouvait également servir à accueillir les voyageurs, les étudiants et les initiés.
- Voute d’arêtes : Voute où l’ouverture des deux berceaux se poursuit sans qu’ils s’interrompent mutuellement et les pans de voutes qui subsistent après la pénétration se coupent selon des arêtes vives qui en plan forment une croix de saint André.
- Voute en berceau : La plus simple des voutes, elle est constituée par un arc de cercle prolongé en cylindre dont la directrice est une droite.

### Sources primaires
- Georges Pachymérès. Relations historiques, texte latin avec traduction française, V. Laurent, Paris, A. Fallier, coll. « Corpus Fontae Historiae Byzantinae » (no 24), 1984 (vol. i, ii), 1999 (vol. iii, iv, index, table générale), 2000  (ISBN 978-2-901-04920-3).
- Patrologia Graeca. Assemblé par Jacques-Paul Migne. 1856-1857.

### Sources secondaires
- (en) Brubaker, Leslie; Haldon, John. Byzantium in the Iconoclast era (ca 680-850). Cambridge, Cambridge University Press, 2011.  (ISBN 978-05-21-43093-7).
- (fr) Eyice, SemaviIstanbul. Petite Guide a travers les Monuments Byzantins et Turcs. Istanbul, Istanbul Matbaası, 1955. (OCLC 608518843).
- (en) Gülersoy, Çelik. A Guide to Istanbul. Istanbul, Istanbul Kitaplığı, 1976. (OCLC 3849706).
- (fr) Janin, Raymond (1953). La Géographie Ecclésiastique de l'Empire Byzantin. 1. Part: Le Siège de Constantinople et le Patriarcat Œcuménique. 3e Vol. : Les Églises et les Monastères. Paris, Institut Français d'Études Byzantines, 1953.
- (en) Mamboury, Ernest. The Tourists' Istanbul. Istanbul, Çituri Biraderler Basımevi, 1953.  (ISBN 978-0-452-00498-6).
- (en) Mango, Cyril. Byzantine Architecture. Milano, Electa Editrice, 1978.  (ISBN 0-8478-0615-4).
- (de) Müller-Wiener, Wolfgang. Bildlexikon Zur Topographie Istanbuls: Byzantion, Konstantinupolis, Istanbul Bis Zum Beginn D. 17 Jh. Tübingen, Wasmuth, 1977.  (ISBN 978-3-8030-1022-3).
- (en) Van Millingen, Alexander. Byzantine Churches of Constantinople. [London, MacMillan & Co, 1912.] Reproduit par e-Kitap Project, Istanbul, 2015  (ISBN 978-1-507-71822-3).
- (fr) Vogüe, dom Melchior de. Glossaire des termes techniques à l’usage des lecteurs de “La Nuit des temps”, Zodiaque, 1965.  (ISBN 978-2-736-90164-6).